# تحرک نیروی کار
در علوم اقتصادی، تحرک نیروی کار یا تحرک کارگری (به انگلیسی:Labor/worker mobility) حرکت جغرافیایی و شغلی کارگران است. تحرک کارگران به بهترین وجه با فقدان موانع برای چنین تحرکی سنجیده می‌شود. موانع تحرک به راحتی به دو دسته مجزا تقسیم می‌شوند که یکی فردی و دیگری سیستماتیک است. موانع شخصی شامل موقعیت مکانی و توانایی جسمی و ذهنی است. موانع سیستماتیک شامل فرصت‌های آموزشی و نیز قوانین مختلف و تدبیرهای سیاسی و حتی موانع ناشی از حوادث و پیشینه تاریخی است.
افزایش و حفظ سطح بالایی از تحرک نیروی کار امکان تخصیص کارآمدتر منابع را فراهم می‌کند. تحرک نیروی کار محرک نیرومندی برای نوآوری‌ها جدید ثابت شده‌است.

## تحرک بین‌المللی نیروی کار
تحرک بین‌المللی نیروی کار حرکت کارگران بین کشورهاست این پدیده نمونه ای از اصطلاح اقتصادی «international factor movement» است. حرکت کارگران بر اساس تفاوت منابع بین کشورها می‌باشد. به عقیده اقتصاددانان، در طول زمان مهاجرت نیروی کار باید اثر برابری بر دستمزدها داشته باشد و کارگران در همان صنایع دستمزد یکسانی را دریافت کنند.